# South Glamorgan
South Glamorgan (walisisch De Morgannwg) ist ein Preserved County und eine ehemalige Verwaltungsgrafschaft von Wales. Ein Preserved County in Wales umfasst den Zuständigkeitsbereich der zeremoniellen Ämter Lord Lieutenant und High Sheriff.

## Verwaltungsgeschichte
1974 wurde aus Teilen der Grafschaft Glamorgan und dem County Borough Cardiff die neue Verwaltungsgrafschaft South Glamorgan gebildet und in die beiden Districts Cardiff und Vale of Glamorgan eingeteilt. Der Verwaltungssitz von South Glamorgan war in Cardiff. Seit der Verwaltungsreform von 1996 ist West Glamorgan keine Verwaltungsgrafschaft mehr, sondern ein Preserved County. Cardiff und das Vale of Glamorgan sind seitdem Principal Areas.